# ユーロクリア
ユーロクリア（Euroclear）は、ベルギーのブリュッセルにある国際決済機関。証券集中保管機関とも分類される。1968年に設立され、ユーロカレンシーとユーロ債の国際市場を爆発的に発展させた。2002年に英決済機関のクレスト（CREST）を買収して以来、国際決済機関はユーロクリアとクリアストリームの2社だけとなっている。2013年現在の株主は、ユーザーでもある約200の金融機関で構成されている。2017年10月現在、金融機関では欧州中央銀行の諮問組織に最も多くの代表を派遣している。2018年初め、カザフスタンがユーロクリアの証券振替に参加。同年秋、ユーロクリアUK/アイルランドが連邦準備制度のドル決済サービスと接続した。

## 技術のルーツ
ヴィシー政権までフランスには行き届いた証券振替決済制度が存在しなかった。ナチス・ドイツ軍がパリ証券取引所を占領し、ライヒスバンクが理事長を任命した。パリ証券取引所は証券の闇取引を抑制するために、1941年6月18日に根拠法を立てて有価証券預託・振替中央金庫（Caisse Centrale des Dépôts et Virements de Titres, CCDVT）を創設した。CCDVTは市民が保有する証券を強制的に寄託させ、彼らの財産を把握するだけでなく、投資家の引き出しも禁じた。1945年、フランス銀行が国内金融機関の保有する財務省証券を帳簿決済するよう命じられた。1949年3月17日、ドイツなどが所有したフランス企業株式を原資としてフランス国営の投資信託が生まれた（Société Nationale d'Investissement）。1949年8月4日政令でフランス銀行をふくむ多くの国内金融機関が発起人となり、CCDVTはシコバン（Société interprofessionnelle pour la compensation des valeurs mobilières, SICOVAM）に改組され、無記名株式を自由に出し入れさせるようになった。SFIOのアンドレ（BOULLOCHE, André François Roger Jacques）がシコバン初代頭取となった。1955年8月、アンドレはモロッコの公共事業監督を命じられた。
1967年ベルギーの証券集中保管機関CIKが、シコバンをモデルに設立された。

## ベルギーの庇護
投信に対する米国内の規制は海外に及ばず、ファンド・オブ・ファンズが欧州で流行り出した。
1963年ジョン・F・ケネディが国際収支の赤字是正のために外国企業のアメリカでの起債に課税する利子平衡税を導入し、海外投資家を国内債券市場から締め出した。1965年リンドン・ジョンソンは国内銀行が欧州をふくむ外国の投資家や米系企業子会社へ貸し付ける行為を制限し、モルガン・ギャランティ・トラストがユーロ債を初めて発行するのを断念させた。
そこで1967年ベルギー政府が証券の帳簿決済（book entry）を許可する法律を通過させた。そしてベルギーの証券集中保管機関CIK（Caisse Interprofessionnelle de Dépôts et de Virements de Titres SA.）が創設された。翌1968年、これを母体にしてユーロクリアという世界初の国際証券集中保管機関が設立された。原出資者は50くらいの銀行とブローカーであった。
ユーロクリアがテレックスやファックスを使いDVP決済（Delivery versus payment）を担当し、現物はカストディアンに預託された。1970年からクリアストリームの前身であるセデルが創設された。1972年、ユーロクリアは持株会社（Euroclear Clearance System plc.）に売却された。この持株会社は英国籍で、ユーロクリアの常連客である120以上のメガバンクやブローカーおよびその他の金融機関が出資していた。にもかかわらず、20世紀の間ユーロクリアを経営しつづけたのはモルガン・ギャランティ・トラストであった。オイルショックでユーロ債保証業務が挫折するとユーロカレンシーの決済市場を取り仕切った。
1973年、セデルと共に国際銀行間通信協会を設立した。この年アメリカで証券集中保管機関ができた（DTC）。1978年8月11日、ユーロクリアと日本証券界が、同月25日発行のデンマーク円建債券をユーロクリア取扱銘柄とすることで合意した。

## ユークリッド・システム
1987年4月10日現在のユーロクリア会長はドイツ銀行のロルフであった（年報に見る取締役員構成）。
1984年ユーロクリアはユークリッド（EUCLID）という電子DVP決済システムを採用した。1986年、ざっと2000ほどのユーザーが出資する形で新会社が生まれた（Euroclear Clearance System Société Coopérative）。持株会社が新会社にユーロクリアの決済システムをライセンスした。ユーロクリアはシステムを改良しながらプライベート・エクイティ・ファンドやミューチュアル・ファンドにも投資するようになった。ユークリッドがパソコン対応となり、ユーロクリアは1993年末まで一日の稼働時間を延ばしつづけた。1993年はセデルと合意し（the Bridge agreement）、互いの国際決済口座を双方向で決済するようになった。
それから、クレストなどの証券集中保管機関ができて、ロスチャイルドがパリで変死をとげ、セデルが匿名口座を乱発した。ユーロクリアの研究開発費は1995年の1730万ドルから1998年に5390万ドルとなった。
やがて欧州連合各国間の即時グロス決済システムであるターゲット（Trans-European Automated Real-time Gross Settlement Express Transfer System）が利用されだした。ユーロクリアは各国の証券集中保管機関やターゲットを統合してしまおうと、かねてから動いていた。ユーロクリアの報告書に「ハブ・アンド・スポーク（"The Hub and Spokes Clearance and Settlement Model"）」という構想が記されている。これはユーロクリアとクリアストリームが欧州の国際決済を統括するというものであった。
2000年5月ユーロクリアバンクが設立された。9月に各証券集中保管機関で著しい開発が行われた。そしてユーロクリアバンクが下半期に機関投資家専用プラットフォームを立ち上げた（FundSettle International）。同年末にモルガン・ギャランティ・トラストがユーロクリアの経営権を交代することになった。

## T2S参加をめぐる分裂
2001年からはグループのユーロクリアバンクに事業を移した。同年シコバンを買収。2002年、英決済機関クレストを買収。CIKの業務を承継。2004年、ユーロクリアバンク＝クリアストリーム間の決済システムがリニューアルして日中の処理が自動化した。ユーロクリアバンクと買収済み証券集中保管機関を統括する親会社がつくられ（Euroclear SA/NA）、これが2006年1月CIKを買収した。2007年、ユーロクリアフランスは株式と債権で分かれていた証券決済プラットフォームを一本化。
2007年11月にターゲット2（TARGET2）を稼動させ、後に世界金融危機を迎えた。2000年に宣言していた各国証券集中保管機関の統合は2009年に完遂された。それまでにユーロクリアバンクは香港金融管理局の営業許可を得た。
2010年ユーロクリアUK/アイルランドは、3年前に買収したジョバー役ルーティングサービス（EMXCo）を完全統合した。
2012年、欧州中央銀行が新たに構築した単一の取引決済プラットフォーム（TARGET2-Securities, T2S）を発足させる計画に、ユーロクリアグループは交渉の末、ユーロクリアUK/アイルランドとユーロクリアスウェーデンを除いて参加を表明した。2013年、モスクワ取引所が開かれ、ロシア連邦金融市場庁は預託機関を決済機関として認めた。モスクワ取引所の預託機関（National Settlement Depository）は、ユーロクリアバンクとクリアストリームに接続した。
欧州委員会は店頭デリバティブ市場の急拡大を受け、欧州市場インフラ規則と決済保証機関（Central counterparty clearing）と取引情報蓄積機関（Trade Repository）をつくった。2012年8月12日、欧州市場インフラ規則が通常のデリバティブ契約は決済保証機関を通すように要求した。2013年9月、ドバイ金商取引所（Dubai Gold & Commodities Exchange）の全取引を保証するドバイ商品決済会社（Dubai Commodities Clearing Corporation）が中東で初めて決済保証機関に参加した。

## アルゼンチンの債務整理
2014年7月6日、アルゼンチンの債務再編後の新債券を保有する複数のファンドが、ユーロクリアとバンク・オブ・ニューヨーク・メロンを相手取り受託者としての職務不履行でベルギーの裁判所に提訴した。アルゼンチン政府は、デフォルトした債権のうちの民間保有分について2005年と2010年に債務額を大幅にカットする形で債務交換を強行し、9割以上の債務を再編していた。債務再編条件が受け入れられず、債務交換に応じなかった債権者はホールドアウト債権者という。政府は彼らの一部から全額返済を求める訴訟を起こされ、米裁判所からNMLキャピタル等原告らへの満額支払を命じられた。政府は3日、債務支払の仲介役であるメロンとユーロクリアに債務再編に応じた新債券保有者への支払を求めていた。利払いの原資を預託された金融機関などは裁判所の判断を仰いだ。16日、クリスティーナ・フェルナンデス・デ・キルチネル大統領は、新債券保有者への支払の意思を表明するとともに、原告側を交渉に応じないと非難し、デフォルトにはあたらないことを主張した。8月、アルゼンチン政府は合衆国政府を国際司法裁判所に訴えた。原告は翌年2月に協議再開を申し入れた。3月、ニューヨーク連邦地方裁判所はシティバンクに新債券利払いを許可する一方、ユーロクリアには利払い差し止めを命令した。
2014年「ユーロネクスト銘柄決済（Euroclear Settlement of Euronext-zone Securities）」のCEOであったヴァレリ（Valérie Urbain）がユーロクリアバンクのリーダーとなった。9月に証券集中保管機関規制（CSDR）が発効してから、ユーロクリアバンクは3年後に欧州の規制をパスできるように動いていたのであった。

## ブラックロックと握手
ミューチュアル・ファンドは、スチュワードシップ・コードを携え規制改革の青写真およびT2Sの運用を主導しながら、ユーロクリアバンクが成長する決定的な機会をもたらした。機関投資家用のプラットフォーム（FundSettle International）は2015年までに香港とシンガポールまで拡張されたが、そのときユーロクリアは韓国の証券集中保管機関と交渉中だった。世界のトップ5に属する証券集中保管機関は、予定されていた2015年までにT2Sへ接続された。しかしユーロクリアバンクは、「ユーロネクスト銘柄決済（ESES）」の移管が予定よりも半年遅れて2016年9月になると発表した。
ESESをT2Sへ移管するのが遅れた半年は、例のプラットフォームを拡張する進行方向で1MDBスキャンダルが爆発していた。
ユーロクリアフィンランドは2017年9月まで移管を見送った。この時期、米大統領のロシア利権が取りざたされていた。
ユーロクリアバンクは、2016年初頭ブロックチェーンの潮流に乗って、機関投資家用プラットフォームを証券ポストトレードに統合した。そのときユーロクリアバンクのファンド決済業務は、1100万のファンド・オーダー（ファンド用ジョバーシステム）と、2兆をこえるファンドの口座を抱えるまでに成長していた。新設のユーロクリア・ファンズプレイス（Euroclear FundsPlace）は、ミューチュアル・ファンド、ヘッジファンド、そして上場投資信託の自動営業プラットフォームであった。一般投資家は900のミューチュアル・ファンド本部と400のヘッジファンド本部を通して27カ国のファンドにアクセスできるようになっていた。このシステムは、もはや言うまでもないが、ブローカーとジョバーを兼ねたルーティングをやり、口座開設もできて、膨大なリアルタイムグロス決済を機械処理しながら投資顧問業も請け負った。ユーロクリア・ファンズプレイスは2016年メキシコでも、とりあえずミューチュアル・ファンド用の類似制度を構築する計画である。ユーロクリアバンクは投資信託市場のグローバル化を追求しつづけ、ブラックロックとヨーロッパ上場投資信託決済制度を共同開発することにした。世界金融危機、ブレグジット、1MDB問題、欧州市場インフラ規則およびその他一切の障害をものともせず、ユーロクリアバンクは地球の決済を支配しようと意欲している。

## ハブ・アンド・スポーク
冒頭では国際決済機関と書いたが、日銀は直訳で国際証券集中保管機関と呼称している。カストディアンが有価証券を現物で保管し、ユーロクリアやクリアストリームでは各国の証券・資金がオンラインで決済されている。参加者は、各国の証券集中保管機関やコルレス銀行、または一般の証券会社・銀行である。
国際決済機関がシステムのハブになると、レポ取引の相手に困らない。証券集中保管機関と呼ばれながら資金決済サービスも提供しているので、利用者から預託された証券や決済資金の余剰を貸し出すことができる。そして、このとき同一の利用者から預託されている資金または証券を担保にとることができる。フェイルの危険も少ない。
このようなシステムはヨーロッパなどでクリアストリームと共に形成されてきたのであるが、ユーロクリアは今度アジアへ進出するに際し、自分は直接のハブを担わず、決済記録がどこに残るのかよく分からないハブを新たに設けて、そこへ各国決済機関同士を（スポークとして）接続させようと考えている。
また、各金融機関の支店が決済の当事者になっても、接続している本店のコードと責任でシステムを利用するという便宜を建前に、匿名の口座が開発されていた。その数は、2000年当時の専門家の情報と計算によれば、ユーロクリアが管理する7000の口座に対して3000であった。代理人コナー・リースンは同年8月29日に「匿名クライアント」の数と混同して数を150と答えていたが、12月6日のインタビューで説明の誤りを丁重に詫びた。
ユーロクリアは大量のレポ取引や借款仲介を担うことで、国際政治に対して隠然かつ強大な影響力をもっている。たとえば世界金融危機からユーロ危機にわたり、ドイツの貿易黒字はT2Sで満足に決済されなかった。